# درک (مجموعه تلویزیونی)
دِرِک (به آلمانی: Derrick) (در ایران شناخته‌شده با نام کارآگاه دریک) یک سریال تلویزیونی آلمانی است که توسط شرکت Telenova-Fernsehproduktion با همکاری زد د اف، اُ آر اف، و اس اف بین سالهای ۱۹۷۴ و ۱۹۹۸ دربارهٔ کارآگاه سربازرس اشتفان درک (هورست تاپرت) و دستیار وفادار او هری کلاین، که موارد قتل را در مونیخ و حومه‌اش حل می‌کردند (مجموعاً سه مورد حل نشده) باقی ماند.
دِرِک موفق ترین و پرفروش ترین سریال تلویزیونی آلمانی تمام دوران است که هورست تاپرت (در نقش بازرس ارشد استفان دریک) و فریتز وپر (در نقش بازرس هری کلاین) در آن بازی کرده اند. فیلمنامه تماما در ۲۸۱ قسمت توسط هربرت راینکر نوشته شده و هلموت رینولمان (برای پخش در تلویزیون) آن را تهیه کرده است. دریک به عنوان یک محصول مشترک از شبکه های تلویزیونی ZDF، ORF و SF است که بین سال های ۱۹۷۴ و ۱۹۹۸ پخش شد. اولین قسمت پخش شده "مسیر جنگلی" نام دارد که در ۲۰ اکتبر ۱۹۷۴ توسط ۳۱ میلیون بیننده از تلویزیون دیده شد. در طول سال ها، این سریال به بیش از ۱۰۰ کشور صادر شده است.

## تاریخچه
همه ۲۸۱ قسمت ۶۰ دقیقه ای را نویسنده قدیمی نمایشنامه‌های تلویزیونی، هربرت راینکر نوشت و هلموت رینگلمان ساخت. قسمتهای جدید درک، به عنوان یک قاعده جمعه شب ساعت ۲۰:۱۵ پخش می شدند. سریال محبوبیت عظیمی پیدا کرد و در بیش از ۱۰۰ کشور پخش شد. در واقع، تنها مناطق اندکی در جهان بوده‌اند که درک در آن‌ها رسوخ نکرده، و این دو قهرمان از مدت‌ها قبل در تاریخ تلویزیون برای خود جایگاهی ایجاد کرده‌اند.